# マデリーン・ジーマ
マデリーン・ジーマ（英語: Madeline Zima、1985年9月16日 - ）は、アメリカ合衆国の女優。

## 来歴
アメリカ・コネチカット州ニューヘイブンでポーランド系の流れを汲む家庭で誕生、主にペンシルベニア州で育った。
2歳の頃よりテレビのコマーシャルに出演、7歳の時にエマ・バーテル役で映画『ゆりかごを揺らす手』に出演、1993年、アメリカのコメディ映画『Mr.ベビーシッター』でケイト・メイスン役を演じた。
CBSのシットコム『The Nanny』に1993年から1999年まで約6年間にわたってグレース・シェフィールドとして出演した。
テレビシリーズ『ヒーローズ』では2009年から2010年の間にグレッチェン・バーグ役で定期的に登場した。2007年からテレビシリーズ『カリフォルニケーション』シーズン1、2、3、4でミア・ルイス役を演じている。ミア役ではヌードを披露しセックスシーンも演じた。2017年には『ツイン・ピークス』のシーズン3（The Return）第一章にも出演している。
妹に同じく女優のヴァネッサとイヴォンヌの2人がいる。いずれも幼少期から活躍しており、ヴァネッサ(b;1986)は『Dr.HOUSE』、『スキャンダル 託された秘密』、イヴォンヌ(b;1989)も『ER緊急救命室』や『ロング・キス・グッドナイト』など多数の出演作がある。

## フィルモグラフィー

### 映画
| 年   | 邦題/原題                                         | 役名             | 備考       | 吹き替え                                          |
| ---- | ------------------------------------------------- | ---------------- | ---------- | ------------------------------------------------- |
| 1992 | ゆりかごを揺らす手 The Hand That Rocks the Cradle | エマ・バーテル   |            | 野沢満恵 （ソフト版） 吉田小南美 （テレビ朝日版） |
| 1993 | Mr.ベビーシッター Mr. Nanny                       | ケイト・メイソン |            | TBA                                               |
| 1997 | あなたに逢えるその日まで… Til There Was You       | グウェン (12歳)  |            | TBA                                               |
| 1999 | 致死誓約 Lethal Vows                              | ダニエル         | テレビ映画 | 無し                                              |
| 2004 | シンデレラ・ストーリー A Cinderella Story         | ブリアナ         |            | 戸川絵美                                          |
| 2009 | ワナオトコ The Collector                          | ジル・チェイス   |            | TBA                                               |
| 2019 | スキャンダル Bombshell                            | エディ           |            | TBA                                               |
| 2021 | ブリス 〜たどり着く世界〜 Bliss                   | ドリス           |            | TBA                                               |

### テレビ
| 年          | 邦題/原題                                         | 役名                 | 備考                                                             | 吹き替え   |
| ----------- | ------------------------------------------------- | -------------------- | ---------------------------------------------------------------- | ---------- |
| 1993        | ロー&オーダー Law & Order                         | サマンサ・シルバー   | 1エピソード                                                      |            |
| 1996        | 犯罪捜査官ネイビーファイル JAG                    | キャシー・ゴールド   | 1エピソード                                                      |            |
| 2001        | ナイトメア・ルーム The Nightmare Room             | アレクシス・ホール   | 2エピソード                                                      |            |
| 2001        | キング・オブ・ザ・ヒル King of the Hill           |                      | 声の出演、2エピソード                                            |            |
| 2001        | ギルモア・ガールズ Gilmore Girls                  | リサ                 | 1エピソード                                                      |            |
| 2007        | ゴースト 〜天国からのささやき Ghost Whisperer     | マディ・ストーム     | 1エピソード                                                      |            |
| 2007        | グレイズ・アナトミー Grey's Anatomy               | マリッサ             | 1エピソード（シーズン4 8話）                                     |            |
| 2007 - 2011 | カリフォルニケーション Californication            | ミア・ルイス         | シーズン1 - 2: メインキャスト シーズン3 - 4: ゲスト 28エピソード | 甲斐田裕子 |
| 2008        | プリティ・ライフ2 ヘイリー・ダフの学園天国 Legacy | ゾーイ               | ビデオ作品                                                       | 田中晶子   |
| 2009 - 2010 | ヒーローズ Heroes                                 | グレッチェン・バーグ | ファイナルシーズン 11エピソード                                  | 小島幸子   |
| 2011        | 救命医ハンク セレブ診療ファイル Royal Pains       | トビー・トンプソン   | 1エピソード                                                      | 恒松あゆみ |
| 2012        | ヴァンパイア・ダイアリーズ The Vampire Diaries    | シャーロット         | 1エピソード                                                      | 園崎未恵   |
| 2017        | ツイン・ピークス Twin Peaks                       | トレーシー           | 2エピソード                                                      |            |